# Francisque Ordinaire
Pour les articles homonymes, voir Francisque et Ordinaire.
Francisque Ordinaire, né le 26 janvier 1844 à Saint-Laurent-lès-Mâcon (dans l'Ain), décédé le 29 mai 1896 à Paris, est un homme politique français, député du Rhône du 2 juillet 1871 au 25 juin 1877. Il était  membre de l'Union républicaine.

## Biographie
Son père, médecin, fut exilé après le Coup d'État du 2 décembre 1851. Francisque le suivit en Suisse, mais revint terminer ses études à Mâcon. Reçu avocat, il s'engagea dans les chasseurs alpins de Garibaldi, lors de la guerre contre l'Autriche (1866). Républicain, il  collabora à divers journaux, se maria, eut deux enfants puis rejoignit la légion de Garibaldi. Revenu à Mâcon, il dirigea le comité radical.
D'opinion démocratique avancée, il fut élu  le 2 juillet 1871 en remplacement du général Louis Jules Trochu. Siégeant à l'extrême gauche (sur les bancs de l'Union républicaine),  il se prononça contre le pouvoir constituant de l'Assemblée. Le 9 décembre 1871, quelques jours après l'exécution de l'avocat marseillais Gaston Crémieux, le bureau de l'Assemblée Nationale lui infligea une mesure disciplinaire pour avoir affirmé que : « La commission des grâces [était] une commission d'assassins! »  
En juillet 1872, un duel l'opposa à  Léon Cavalier, rédacteur du journal La Partie Blessé, Francisque Ordinaire intervint néanmoins à l'Assembléeà propos des marchés de Lyon ; ardent défenseur de Garibaldi, il vota contre la chute de Thiers (le 24 mai), le septennat, la loi des maires, l'état de siège, le ministère de Broglie, mais soutint les amendements Wallon et Duprat ainsi que l'ensemble de la Constitution.
Après que Léon Gambetta fut frappé par un ancien militaire, Renouard de Sainte-Croix (bonapartiste) dans la salle des Pas-Perdus de la gare Saint-Lazare, Francisque Ordinaire, soutint l'insulté et obtint sa réélection le 20 février 1876. Il fut peu après attaqué dans sa vie privée par la République française, journal du même Gambetta. 
Lors de la crise du 16 mai 1877 il fut l'un des 363 députés opposés au gouvernement de Broglie. Il fut battu aux élections du 14 octobre 1877 et ne parvint jamais à reconquérir son poste.
En 1888, il est envoyé en mission en Nouvelle-Calédonie par le sous-secrétaire d’État aux Colonies, E. Etienne, avec comme charge d'étudier les richesses minéralogiques et les possibilités de développement industriel de la colonie. Il doit aussi envoyer des articles à la presse pour la faire connaître aux futurs colons. Il écrit alors des articles très orientés où il met en valeur de manière exagérée l'agrément du voyage, la bonté du climat et la fertilité des sols. Il décrit des colons épanouis, les bagnards et les colons étant minimisés. 
Après ses derniers échecs, en 1885 et en 1889, il subit une hospitalisation de deux mois à l'hôpital Lariboisière à Paris, et mourut à la maison Dubois, le 8 mai 1896 à l'âge de 52 ans.
Il est enterré à Lyon au cimetière de Loyasse